# Ron Goodwin
Ronald Alfred Goodwin (Plymouth, 17 de fevereiro de 1925 - Newbury, 8 de janeiro de 2003) foi um compositor e maestro inglês, mais conhecido por suas trilhas sonoras.